# Lustrochernes granulosus
Lustrochernes granulosus är en spindeldjursart som beskrevs av Beier 1977. Lustrochernes granulosus ingår i släktet Lustrochernes och familjen blindklokrypare. Inga underarter finns listade i Catalogue of Life.